# Paul Julius Reuter

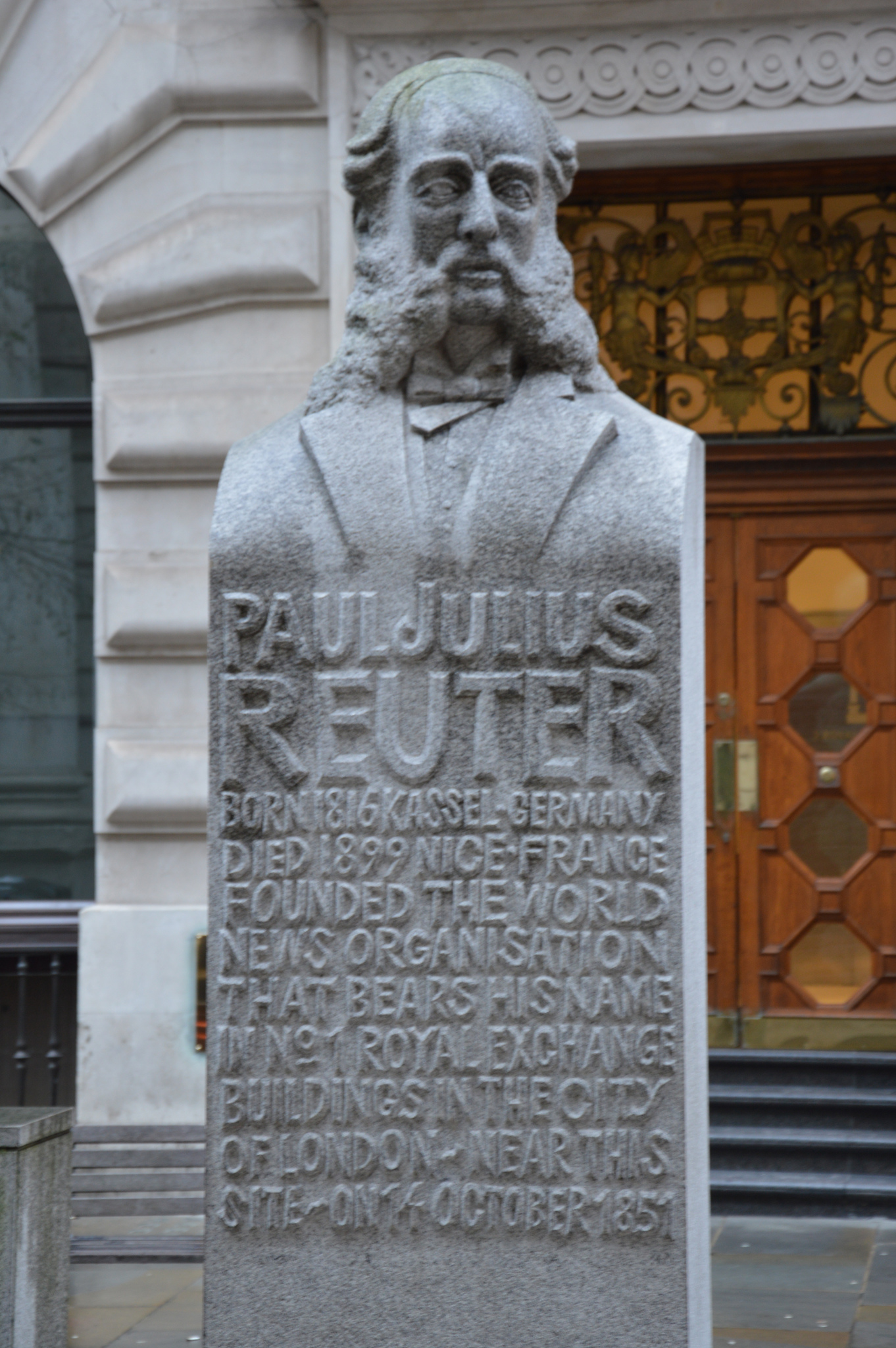
Paul Julius Reuter

Paul Julius Baron von Reuter (Kassel, 21 juli 1816 - Nice, 25 februari 1899) was een Britse journalist en mediamagnaat, oprichter van Reuters persbureau. 
Reuter werd geboren als Israel Beer Josaphat. Zijn vader was een Duits rabbijn. In Göttingen ontmoette Reuter Carl Friedrich Gauss die experimenteerde met de uitzending van elektrische signalen via draden.
Reuter verhuisde op 29 oktober 1845 naar Londen; hij noemde zichzelf daar Joseph Josephat, verwijzend naar de voornamen van zijn vader. Op 16 november veranderde hij zijn naam naar Paul Julius Reuter. Een week later, op 23 november, trouwde hij met Ida Maria Elizabeth Clementine Magnus. In 1848 werkte hij in Parijs in het persbureau van Charles-Louis Havas, het latere Agence France Presse (AFP).
Terwijl de telegrafie zich ontwikkelde richtte Reuter een instituut op in Aken dat berichten verstuurde tussen Brussel en Aken door middel van postduiven. Deze dienst vormde de ontbrekende schakel in de verbinding tussen Berlijn en Parijs. De postduiven waren veel sneller dan posttreinen waardoor Reuter sneller over allerlei nieuws beschikte over de Parijse aandelenbeurs. In 1851 werden de duiven overbodig door een nieuwe telegrafieverbinding.
In 1851 verhuisde Reuter terug naar Londen waar hij een kantoor inrichtte bij de Londense aandelenbeurs. Hij richtte Reuters op, een van de belangrijkste financiële persbureaus ter wereld. Op 17 maart 1857 werd Reuter tot Brits staatsburger genaturaliseerd.
Op 7 september 1871 werd Reuter door de Hertog van Saksen-Coburg-Gotha tot baron verheven. Reuter overleed in Villa Reuter in Nice (Frankrijk) en werd begraven in het familiegraf in Londen.